# Jelsoft Enterprises
Jelsoft Enterprises is het bedrijf achter het commerciële internetforumsysteem vBulletin. Het bedrijf uit het Verenigd Koninkrijk werd in 2000 gesticht door James Limm en John Percival. De naam Jelsoft is afgeleid van de initialen van James E. Limm en software.
Op 4 juli 2007 werd Jelsoft overgenomen door de internetuitgeverij Internet Brands.